# Râul Valea Boului, Bașeu
Râul Valea Boului este un curs de apă, afluent al râului Podriga. 